# أوليفير باتنشي
أوليفير باتنشي (بالفرنسية: Olivier Patience) هو لاعب كرة مضرب فرنسي.

## وصلات خارجية
- أوليفير باتنشي على موقع رابطة محترفي التنس (الإنجليزية)
- أوليفير باتنشي على موقع الاتحاد الدولي لكرة المضرب (الإنجليزية)
- أوليفير باتنشي على موقع خلاصة التنس.كوم (الإنجليزية)
- أوليفير باتنشي على موقع إي إس بي إن.كوم (الإنجليزية)

- معلومات عن اللاعب